# Judith Lannert

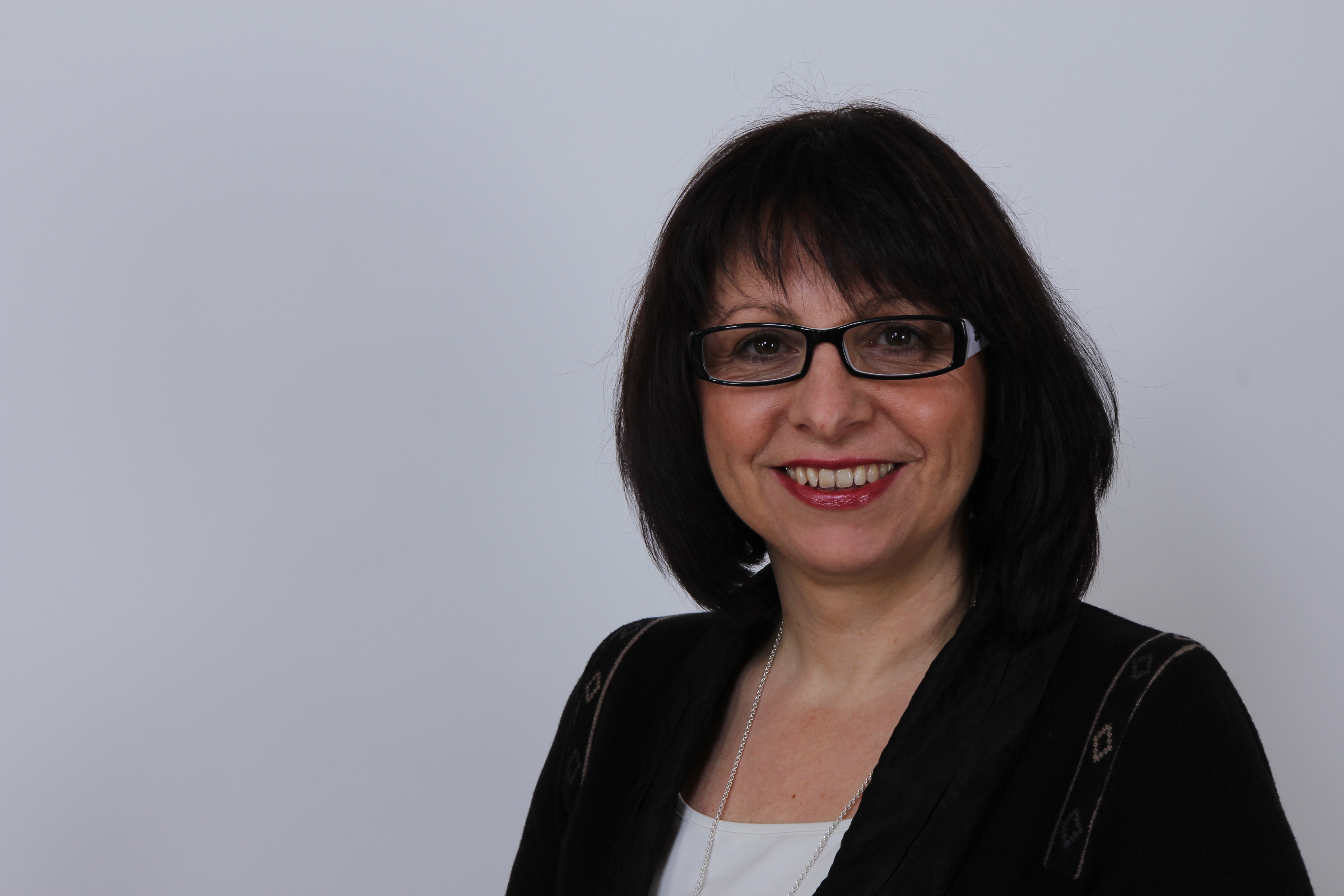
Judith Lannert (2013)

Judith Lannert (* 31. Mai 1963 in Erbach) ist eine hessische Politikerin (CDU) und Unternehmerin. Sie war von 2003 bis 2019 Abgeordnete des Hessischen Landtags.

## Ausbildung und Beruf
Judith Lannert arbeitete nach dem Abschluss der kaufmännischen Fachschule im Jahr 1981 bis 1985 als kaufmännische Angestellte und war von 1985 bis 1990 Leiterin Import/Export in einer Handelsfirma sowie seit 1987 Gesellschafter-Geschäftsführerin der Lannert Elektronik GmbH und seit 2012 Prokuristin und Mitglied der Geschäftsleitung der Lannert CNC-Technik GmbH & Co.KG.
Frau Lannert ist evangelisch, verheiratet und hat zwei Kinder.

## Politik
Seit April 1997 ist Judith Lannert Mitglied der CDU und dort Vorstandsmitglied des Ortsverbands von Reichelsheim. Von 2003 bis 2019 war sie Mitglied im Landesvorstand der hessischen CDU, von 2006 an dort im Präsidium. Sie war seit 2005 für 9 Jahre Kreisvorsitzende der CDU im Odenwaldkreis.
Lannert ist stark in der Mittelstands- und Wirtschaftsvereinigung (MIT) der CDU engagiert und war von 1999 bis 2006 Kreisvorsitzende der MIT Odenwaldkreis und seit 2005 stellvertretende Landesvorsitzende der MIT Hessen. Seit 1999 ist sie Mitglied des hessischen Wirtschaftsrates der CDU. Von 2008 bis 2015 führte sie als Vorsitzende den Parlamentskreis Mittelstand der CDU-Landtagsfraktion.
Im Odenwaldkreis war sie von 2006 bis 2014 stellvertretende Fraktionsvorsitzende der CDU-Kreistagsfraktion und danach bis 2016 Kreisbeigeordnete. Auch in der Gemeinde Reichelsheim ist sie kommunalpolitisch aktiv. Zunächst als Mitglied des Gemeinderats von 2001 bis 2006 und 2021 bis 2024. Seit 2024 ist sie dort eine von 8 ehrenamtlichen Beigeordneten.
Von 2003 bis 2019 war sie Abgeordnete im Hessischen Landtag, ab 2006 bekleidete sie das Amt der stellvertretenden Fraktionsvorsitzenden. Sie war tierschutzpolitische Sprecherin ihrer Fraktion. Bei der Landtagswahl 2019 kandidierte sie nicht erneut. Im Laufe ihrer Abgeordnetentätigkeit war sie Mitglied im Ältestenrat, Petitionsausschuss, Ausschuss für Umwelt, ländlichen Raum und Verbraucherschutz, Ausschuss für Wirtschaft und Verkehr, Hessischer Tierschutzbeirat sowie dem Verwaltungsausschuss beim Staatstheater Darmstadt.

## Sonstige Ämter
Judith Lannert ist Mitglied des Aufsichtsrates der Volksbank Odenwald in Michelstadt.